# Bleptina eminens
Bleptina eminens är en fjärilsart som beskrevs av William Schaus 1916. Bleptina eminens ingår i släktet Bleptina och familjen nattflyn. Inga underarter finns listade i Catalogue of Life.